# マテリアル (バンド)
マテリアル（Material）は、1979年に結成され1999年まで活動していた、音楽プロデューサーでベーシストのビル・ラズウェルが率いるアメリカのポピュラー音楽グループ。
このグループはもともと、1978年にマンハッタンのジョルジオ・ゴメルスキーのズー・ハウスに集まった、ラズウェル、マイケル・バインホーン、フレッド・マー、クリフ・カルトレリ、クレイマーを中心に、デヴィッド・アレンなどのヨーロッパから訪れたミュージシャンたちのためのハウス・バンドとして活動していた。ラズウェル、バインホーン、マー、カルトレリによって、1979年にマテリアルへと発展し、最初にEP『Temporary Music 1』をリリースし、続いてさらに2枚のアルバム『メモリー・サーヴス』と『ワン・ダウン』をリリース。ノナ・ヘンドリックス、バーナード・ファウラー、ホイットニー・ヒューストンといった歌手を含む、貢献者のリストは絶えず変化していった。
1982年以降、この名前は、ハービー・ハンコックのアルバム『フューチャー・ショック』やシングル「ロックイット」、タイム・ゾーンのシングル「ワールド・ディストラクション」など、多くのプロジェクトでラズウェルとバインホーンによって使用され、1985年以降は、スライ&ロビーの『リズム・キラーズ』、パブリック・イメージ・リミテッドの『ALBUM』など、ラズウェルによってのみ使用されている。
ラズウェルは1999年まで彼自身のプロジェクトのフロントマンとしてその名を引き継ぎ、さらに4枚のスタジオ・アルバム『セヴン・ソウルズ』『サード・パワー』『ハリューシネイション・エンジン』『インタウナルーモリー』をリリースした。

## 略歴

### 1978年–1979年：フォーメーション
1978年、ヤードバーズでの仕事によって多額のロイヤルティの支払いを受けたジョージアの音楽起業家ジョルジオ・ゴメルスキーは、ゴング、ヘンリー・カウ、マグマといった一緒に働いていたヨーロッパのプログレッシブなジャズ・ロック・バンドをアメリカ市場で開放すべくニューヨークへと移転した。彼はマンハッタンにズ―・クラブ（Zu Club）を設立し、24歳のベーシストであったビル・ラズウェルと出会い、バンドを結成するように勧めた。マイケル・バインホーン（17歳、シンセサイザー）、マーティン・ビシ（17歳、エンジニア）、フレッド・マー（14歳、ドラム）という3人の若い友人たちが、「ヴィレッジ・ヴォイス」紙におけるラズウェルの広告に応え、バンドはクラブの地下室でリハーサルを始めた。彼らにギタリストのクリフ・カルトレリ、そしてキャプテン・ビーフハートのコンサートで同席してゴメルスキーと友達になったオルガン奏者のマーク・クレイマーが加わった。
1978年10月8日にズ―・クラブで開催されたズー・マニフェスティバル (Zu Manifestival)でのパフォーマンスのために、ゴメルスキーが元ゴングのフロントマンであるデヴィッド・アレンと彼らを結び付け「ニューヨーク・ゴング」になるまで、このバンドは「ズー・バンド (Zu Band)」として知られるようになっていた。このパフォーマンスには、サックス奏者のジョージ・ビショップとドラマーのクリス・カトラーが参加し、アレンのアルバム『ニグジストゥ・パ!』に取り組んでおり、ギタリストのマイケル・ローレンスがカルトレリの代理を務め、フレッド・フリスが数曲でゲストに迎えられた。
アレンは1979年3月に帰国し、ラズウェル、バインホーン、マー、カルトレリ、クレイマーのグループには、ドラマーのステュ・マーティンとクレイマーの友人であるアルトサックス奏者のドン・デイヴィスが加わった。彼らは4月から6月にかけて古いスクールバスで北米をツアーし、ゴングの「ラジオ・グノーム・インヴィジブル三部作」のほとんどを演奏した。マーティンは数週間後に脱退し、彼の場所はクレイマーの別の友人であるビル・ベーコンに引き継がれた。秋にはアルバム『アバウト・タイム』を録音し、9月と10月にフランスをツアーした。その後、アレンとバンドは「ヨーロッパの生活様式に耐えられないことを発見した」とき、友好的に別れた。

### 1979年–1982年：バンド
その後、バンドは、アルバム『アバウト・タイム』のラズウェルとカルトレリが作曲したインストゥルメンタル曲「Materialism」からマテリアルという名前を取った。彼らのデビュー・レコーディングは、1979年のゴメルスキーのズ―・レコード (Zu Records)からのインストゥルメンタル・ファンクEP『Temporary Music 1』であった。その後、バンドはセルロイド・レコードと契約し、1980年にシングル「Discourse」が発表された。
彼らは1981年のEP『Temporary Music 2』（サックスのドン・デイヴィスが参加した「White Man」を含む）のためにバインホーン、ラズウェル、マーのトリオに戻された。脱退したカルトレリは、後にリラティヴィティ・レコードのA&Rとして働き、メガデス、スティーヴ・ヴァイ、ジョー・サトリアーニをレーベルに連れてきたとされている。
このグループは、ギタリストのソニー・シャーロック、フレッド・フリス、サックス奏者のバイアード・ランカスター、ヘンリー・スレッギル、コルネット奏者のオル・ダラなどを代わる代わるフロントマンに迎え、スリーピース・バンドとしてニューヨークを演奏してまわった。ラズウェルは次のように説明している。「私たちには多くの方向性があり、かなりの数のプロジェクトに参加しています。そして、さまざまな人々をマテリアルに参加させるのが好きなんです。プレーヤーとしての私たちにとってはそれが健康的であり、優れたミュージシャンを新しいオーディエンスに公開する方法でもあったのです。でも私たちは流動的ではありますが、間違いなくバンドなんです。そして、私たちが演奏するものは何でも強いパルスを持っている傾向があるので、私たちはロック・バンドなんだと思います…本当に凄いミュージシャンと演奏することが、私たちの演奏を変えてくれる。だから、私たちは即興でプレーオフします。誰が私たちと演奏しているかによって、音が多少異なる場合がありますが、私にとってはそれが利点なんです」。
マテリアルとしての最初のフル・アルバム『メモリー・サーヴス』はインストゥルメンタルであり、シャーロック、フリス、ダラ、スレッギル、ヴァイオリニストのビリー・バングからの貢献による強力なジャズの傾向が特徴となっていた。
彼らは歌手と仕事をするようになり、その音楽はよりメロディックでファンキーなものになっていった。ギタリストのロバート・クワインをフィーチャーした次のシングル「Ciquiri」（EP『American Songs』に収録）は、ニューヨークのダンスクラブで人気を博した。1981年のシングル「Bustin' Out」は、ダンスチャートの2位まで達するエクステンデッド・クラブ・ミックスとしてリリースされた。「Busting Out」では、ギタリストのロニー・ドレイトンのサポートを受けて、歌手のノナ・ヘンドリックスがフロントに立った。このラインナップでは、クリスティーナとのスプリット・シングルのために「It's a Holiday」もレコーディングしている。
1982年のアルバム『ワン・ダウン』までに、ドラマーのフレッド・マーはバンドを脱退し（彼はその後、スクリッティ・ポリッティの2番目のラインナップでコア・メンバーとなった）、彼らはノナ・ヘンドリックス、B・J・ネルソン、バーナード・ファウラー、ホイットニー・ヒューストン（彼女の最初のリード・シンガーとしてのレコーディングの1つ）を含む多数の歌手を受け入れた。ヒューストンのボーカルは、ヒュー・ホッパーの「Memories」のカバー・バージョンで、サックス奏者のアーチー・シェップによるリード・ブレイクもフィーチャーされていた。「ヴィレッジ・ヴォイス」の評論家ロバート・クリストガウは、彼女の貢献を「今まで聴いた中で最もゴージャスなバラードの1つ」と呼んだ。バンドが向かった方向性を示すものとして、シックのギタリストであるナイル・ロジャースがフリスとドレイトンと一緒に関与したが、おそらくもっと重要なのは、長年のラズウェルの協力者となるニッキー・スコペリティスが最初に登場した作品の1つとなったということだろう。

### 1982年–1989年：コラボレーション
ビル・ラズウェルとマイケル・バインホーンはデュオに落ち着き、他のミュージシャンと協力してプロデュース、作曲、演奏をするようになり、マーティン・ビシが時折エンジニアを続けた。彼らは当初エレクトロのジャンルで活動していたが、すぐにヒップホップやラップの分野へと移り、ターンテーブリストのグランドミキサーD.ST.や、ラッパーのPHASE2やファブ・ファイヴ・フレディとコラボレーションを行った。
エレクトラ・レコードでのラズウェルとハービー・ハンコックの偶然の出会いがあり、ハンコックがマルコム・マクラーレンの『バッファロー・ギャルズ - Back To Skool』の流れの中で音楽を作ることに興味を示し、アルバム『フューチャー・ショック』とヒット・シングル「ロックイット」を生み出すコラボレーションへとつながった。彼らはハンコックと協力して、彼の名前でリリースされたさらに2枚のアルバム、1984年の『サウンド・システム』と1988年の『パーフェクト・マシーン』をコラボレートした。ハンコック自身は、マテリアルとラズウェルのプロジェクトの多くに貢献し続けた。
1984年、タイム・ゾーンという名前で、ディスクジョッキーのアフリカ・バンバータとジョン・ライドン（セックス・ピストルズ、パブリック・イメージ・リミテッドの元シンガー）をフィーチャーしたシングル「ワールド・ディストラクション」をリリースした。
1985年にラズウェルとバインホーンは袂を分かった。バインホーンは、レッド・ホット・チリ・ペッパーズやマリリン・マンソンなどに音楽プロデューサーとして参加するようになった。ラズウェルはマテリアルの名前を保持し、ギタリストのニッキー・スコペリティス、キーボード奏者のジェフ・ボヴァ、パーカッショニストのアイブ・ディエン、元P-ファンクのキーボード奏者バーニー・ウォーレル、ベーシストのブーツィー・コリンズ、そしてジャマイカのレゲエ・デュオであるスライ・ダンバーとロビー・シェイクスピア（スライ&ロビー）を中心とした、ミュージシャンたちによる大規模なグループを呼びかけていった。

### 1989年–1999年：プロジェクト
1989年までに、ラズウェルは自分の活動の一環としてマテリアルという名前を使用することをやめ、特定のプロジェクトのフロントとして使用し始めた。これらのプロジェクトの最初のものはアルバム『セヴン・ソウルズ』で、ウィリアム・S・バロウズが彼の小説『ウエスタン・ランド』の一節を読み上げている。1998年、アルバムはラズウェル、タルヴィン・シン、スプリング・ヒール・ジャック、DJオリーブによる一連のリミックスの対象となり、『The Road to the Western Lands』としてリリースされた。
『サード・パワー』は1991年にリリースされ、デュオのスライ&ロビーとブーツィー・コリンズがラズウェルの主な協力者となっている。ボーカル・パフォーマンスは、ジャングル・ブラザーズのベイビー・バムとマイクG、ラスト・ポエッツのジャラルディン・マンスール・ヌリディン、シャバ・ランクスによって行われた。他のミュージシャンには、ファンカデリック、ハービー・ハンコック、ヘンリー・スレッギル、オル・ダラというメンバーが含まれていた。
1993年の『ハリューシネイション・エンジン』は、ジャズ、インド、中東の影響が融合したものであった。有名なジャズ奏者には、ウェイン・ショーター、ヨナス・エルボーグ、ジョン・マクラフリン率いるシャクティのタブラ奏者ザキール・フセイン、ヴァイオリニストのL. シャンカール、ヴィック・ヴィナヤクラム（ガタム）が含まれている。パレスチナのヴァイオリニストであるサイモン・シャヒーン、インドのパーカッショニストであるトリロク・グルトゥ、ウィリアム・S・バロウズも貢献した。アルバムから8分のトラックである「Mantra」は、12インチ・シングルのためにジ・オーブによって17分のリミックスが付与された。
マテリアルという名前の最終リリースは1999年の『インタウナルーモリー』であった。「Rap is still an art (ラップはまだ芸術である)」というサブタイトルで、ラメルズィー、クール・キース、フレイヴァー・フレイヴ、キラー・プリーストからの寄稿をフィーチャーしていた。
ラズウェルは、時としてライブ・パフォーマンスにおいてマテリアルの名前を使用した。その最後は、2004年6月13日のボナルー・ミュージック・フェスティバルで、妻のジジ、ドラマーのブライアン・"ブレイン"・マンティア、ギタリストのバケットヘッド（どちらもラズウェルの別のプロジェクトであるプラクシスのメンバー）と一緒に演奏した。

## ディスコグラフィ

### スタジオ・アルバム
- 『メモリー・サーヴス』 - Memory Serves (1981年、Island)
- 『ワン・ダウン』 - One Down (1982年、Asylum, Elektra)
- 『セヴン・ソウルズ』 - Seven Souls (1989年、Virgin)
- 『サード・パワー』 - The Third Power (1991年、Axiom)
- 『ハリューシネイション・エンジン』 - Hallucination Engine (1993年、Axiom)
- 『インタウナルーモリー』 - Intonarumori (1999年、Axiom)

### リミックス・アルバム
- The Road to the Western Lands (1998年、Mercury) ※『Seven Souls』からのリミックス

### EP
- Temporary Music 1 (1979年、ZÙ)
- Temporary Music 2 (1980年、Red)
- American Songs (1981年、Celluloid)

### ライブ・アルバム
- 『ライヴ・イン・ジャパン』 - Live in Japan (1993年、Restless) ※1992年録音
- 『ライヴ・フロム・サウンドスケイプ』 - Live from Soundscape (1994年、DIW) ※1981年録音
- Mesgana Ethiopia (2010年、M.O.D. Technologies) ※Gigi w Material名義。2009年録音

### コンピレーション・アルバム
- 『テンポラリー・ミュージック』 - Temporary Music (1981年、Celluloid)
- Red Tracks (1985年、Performance)
- Secret Life (1986年、Jungle)
- 『ビル・ラズウェル〜ベスト・オブ・アーリー・マテリアル』 - Best of Early Material (1992年、Jimco)
- The Best of Material (1998年、Charly)

### 注記
1. ↑  「マティリアル」の表記もある。
2. ↑  クレイマーは、アルバム『Who's Afraid?』（1992年）と、ビル・ベーコンを加えた『Hit Men』（1996年）の録音や、ブレインヴィルとしてのライブ演奏やアルバム『チルドレンズ・クルセイド』（1998年）で、再びアレンと共演した[3]。